# Henning Orlando (cirkusdirektör)
Henning Emil Orlando, tidigare Gustafsson, född 10 juli 1875 i Norrköping, död 31 augusti 1945 i Fosie församling, var en svensk cirkusdirektör. Han är farfar till Mariane Orlando.
Henning Orlando var son till fabriksarbetaren Frans Emil Gustafsson. Redan som barn intresserade han sig för kroppsövningar, antogs redan som tolvåring som lärpojke vid akrobatsällskapet Jacobi då de 1887 besökte Norrköping. Han kom därefter att följa sällskapet under ett antal år. Under en resa genom Hultsfred bröt Henning Orlando ena armen och tvingades att vila armen under sex veckor. Som detta inte fungerade med hans arbete rymde han från sällskapet och hamnade i Kalmar, varifrån han med ångbåt tog sig tillbaka till Norrköping. Där försörjde han sig med olika tillfälliga arbeten. Under anställning som tvålpojke hos en barberare träffade han cirkusdirektören John Madigan, som erbjöd honom arbete vid sin cirkus. Här tog han sig artistnamnet Orlando och blev snart en viktig tillgång för cirkusen. Även Henning Orlandos syskon Henni (med artistnamnet Zephora), Vallentin och Erland kom att ansluta sig till cirkusen. En fotskada tvingade honom att upphöra med arbetet som akrobat och i stället bli hästdressör. År 1897 omkom John Madigan i en eldsvåda och cirkusen övertogs av hans änka Laura Madigan med stöd av Henning Orlando, och 1902 köpte han ut änkan från cirkusen och döpte snart om den till Cirkus Orlando.
Som cirkusdirektör kom Henning Orlando att satsa mycket på föreställningar med hästar. Han uppträdde i hög grad på de fasta cirkusbyggnaderna i Sverige, särskilt Hippodromen i Malmö var en favoritspelplats. 1905 uppträdde han i Köpenhamn där han lanserade Dagmar Hansen som cirkusartist och 1906–1919 höll han årliga vårföreställningar på Cirkus i Stockholm. Henning Orlandos dotter Othelia Orlando kom även hon att utbilda sig till cirkusryttare och blev senare en framstående ridlärare. Åren 1920–1925 var far och dotter engagerade vid Bertram Mills Cirkus i London och företog en längre Europaturné tillsammans med cirkusen, och avslutade den med ett uppträdande på Hippodrome Theatre i New York. Efter återkomsten till Sverige turnerade Henning Orlando med en egen tältcirkus i Sverige 1925-1937. År 1938 avslutade han sitt aktiva cirkusliv med en Sverigeturné i samarbete med den holländska cirkusen Strassburger. År 1942 sålde han alla sina hästar och sin utrustning till Trolle Rhodin.
Henning Orlando är begravd på Fosie kyrkogård i Malmö.